# Plochodrážní stadion Slaný
Plochodrážní stadion Slaný – stadion żużlowy w mieście Slaný, w Czechach. Został otwarty w sierpniu 1950 roku. Może pomieścić 5000 widzów. Obiekt użytkowany jest przez żużlowców klubu AK Slaný. Długość toru żużlowego na stadionie wynosi 382 m, jego szerokość na prostych to 11,5 m, a na łukach 17,5 m.
Budowa stadionu rozpoczęła się pod koniec lat 40. XX wieku, a pierwsze zawody żużlowe rozegrano na nim 13 sierpnia 1950 roku. W 1954 roku uruchomiono na obiekcie sztuczne oświetlenie toru, pierwsze takie w Czechosłowacji. Zostało ono zdemontowane w 1988 roku, by zrobić miejsce dla przepisowej strefy bezpieczeństwa. W latach 1958–1974 tor wylany był asfaltem. W latach 1984–1988 powstała zadaszona trybuna główna; w roku 1986 poszerzono tor od strony wewnętrznej. Na stadionie odbywało się wiele zawodów rangi krajowej i międzynarodowej, m.in. finały Drużynowych Mistrzostw Świata (1962), Indywidualnych Mistrzostw Europy (2003), Klubowego Pucharu Europy (2008) i Indywidualnych Mistrzostw Świata Juniorów (1981, 1988, 2002).